# Dr. Nielsens Bitter
Dr. Nielsens Bitter er en dansk bittersnaps (38 Vol.-%). Den runde lakridssmag skyldes indholdet af stjerneanis, afrundet med udtræk af syv andre urter, heriblandt pomerans.
Dr. Nielsen beskrives som en ivrig jæger og friluftsmenneske, som indtil 1937 boede i en sidefløj til Hobro Apotek, hvor han sammen med apotekerfamilien eksperimenterede i “den rigtige bitter”. 
Først et halvt århundrede senere gav hans familie opskriften videre, og lod Johs. M. Klein Distribution fra Brøndby lancere bitteren i 1988. Den er mildere i smagen end Gammel Dansk. Den sælges også i Norge og Tyskland.